# Mychajło Zabrodski
Mychajło Witalijowycz Zabrodski (ukr. Михайло Віталійович Забродський; ur. 24 stycznia 1973 w Dniepropietrowsku) – ukraiński wojskowy i polityk, generał porucznik, zastępca Naczelnego Dowódcy Sił Zbrojnych Ukrainy (2023–2024), wcześniej dowódca Wojsk Desantowo-Szturmowych (2015–2019), poseł do Rady Najwyższej Ukrainy IX kadencji. Bohater Ukrainy (2014).

## Życiorys
Urodził się w rodzinie wojskowej 24 stycznia 1973 roku w Dnieprze (wówczas Dniepropietrowsku w Ukraińskiej SRR). Ukończył Akademię Inżynierii Wojskowej i Kosmicznej im. Możajskiego w Leningradzie. Po ukończeniu akademii przez pięć lat służył na kontrakcie w Rosji, a po powrocie na Ukrainę rozpoczął służbę w 95 Samodzielnej Brygadzie Lotniczej.
W latach 2005–2006 studiował w Army Command and General Staff College w Stanach Zjednoczonych. W 2009 roku jako podpułkownik był szefem sztabu i pierwszym zastępcą dowódcy 95 Samodzielnej Brygady Powietrznodesantowej. Jesienią tego samego roku został dowódcą ukraińskiego kontyngentu ukraińsko-polskiego batalionu sił pokojowych w Kosowie.
W styczniu 2013 roku został mianowany dowódcą 95 Samodzielnej Brygadzie Powietrznodesantowej.
Od wiosny 2014 roku brał udział w operacji antyterrorystycznej na wschodniej Ukrainie. W czasie wojny brygada pod jego dowództwem wykonała zadanie zablokowania miast Słowiańsk i Kramatorsk oraz zdobycia i utrzymania wzgórza Karachun. Latem tego samego roku brygada pod jego dowództwem zaatakowała tyły separatystów i w ciągu dwóch tygodni przebyła 470 km ze Słowiańska do Mariupola, następnie wzdłuż granicy rosyjsko-ukraińskiej i wróciła do Słowiańska przez Ługańsk. W marcu roku 2015 został mianowany dowódcą sił powietrznodesantowych Ukrainy. 3–4 czerwca 2015 roku dowodził siłami ukraińskimi podczas walk o Marinkę. W roku 2017 został mianowany dowódcą oddziałów szturmowych Sił Zbrojnych Ukrainy.
W 2015 roku jako bezpartyjny został wybrany deputowanym Żytomierskiej Rady Obwodowej z listy Europejskiej Solidarności, zasiadał komisjach regulaminowej, samorządu terytorialnego, prawnej oraz antykorupcyjnej. W roku 2019 jako bezpartyjny został wybrany deputowanym IX kadencji Rady Najwyższej Ukrainy z listy Europejskiej Solidarności. Zasiadał w Komisji Bezpieczeństwa Narodowego, Obrony i Wywiadu jako pierwszy zastępca przewodniczącego.
W marcu 2023 roku zrzekł się mandatu deputowanego. 20 marca 2023 roku inny polityk Europejskiej Solidarności, Ołeksij Honczarenko ogłosił, że Zabrodski powraca do czynnej służby, pojawiły się też pogłoski jakoby miał objąć stanowisko zastępcy Naczelnego Dowódcy Sił Zbrojnych Ukrainy Wałerija Załużnego. Informacje to potwierdziły się i objął on funkcję zastępcy, pełnioną równolegle przez Jewhena Mojsiuka.
8 lutego 2024 roku Załużny został odwołany, po czym między 9 a 11 lutego zwolniono również innych wysokich rangą oficerów, w tym Zabrodskiego i Mojsiuka.

## Odznaczenia
- Tytuł Bohatera Ukrainy z Orderem Złotej Gwiazdy (2014)[1]
- Order Bohdana Chmielnickiego III stopnia (2014)[1]
- Order Daniela Halickiego (2010)[1]